# Hamid Motahari
Hamid  Motahari (en persa: حمید مطهری‎: nacido el 25 de abril de 1974 en Teherán, Irán) es un futbolista profesional retirado iraní que jugaba como mediocampista, entrenador y ahora  actualmente ayudante de Yahya Golmohammadi en Persépolis F.C.

## Carrera

### Club
Empezó su carrera de fútbol con la juventud de Vahdat F.C.Equipo y al propio tiempo  juegue para la juventud y adultos.
Una Persépolis F.C. Después de jugar para equipos como Sepahan y Keshavarz F.C.
Sea un jugador  en Persépolis F.C. Hasta el fin de su carrera de jugar, pero con un daño serio, su carrera de jugar acabó muy deprisa.

### Internacional
Jugó en el Irán U-20 1991–1993 y el Irán U-23 1993–1995

## Carrera como entrenador
Hamid Motahari Unió el equipo de ferrocarril en 2009 en la edad de 35 como entrenador y era presente en el personal técnico de este club para aproximadamente 2 años como un entrenador de ayudante.
En 2014,  devenga el entrenador de cabeza  de Omid Perspolis F.C.. 
Después de un año,  una Saipa F.C. Y en 2016,  firme un contrato con Paykan F.C. Y era el entrenador de ayudante de Majid Jalali en este equipo para dos años.
Después de experiencia a escasa,  una Nassaji Mazandaran F.C. Y entonces era un miembro del personal técnico de Shahr Khodro F.C. De 2020-2019.
Cuándo Yahya Golmohammadi era en el Perspolis F.C. Equipo, también tome Motahhari a este equipo. 
Hamid Motahhari Ha sido Yahya Golmohammadi ayudante en Perspolis F.C. Desde entonces 2020.
Saba Qom F.C. 2007-2009 assistan
Rah Ahan F.C. 2009-2011 assistan
Saipa F.C. 2014-2015 assistan
Paykan F.C. 2016-2018 assistan
Nassaji Mazandaran F.C. 2019 assistan
Shahr Khodro F.C. 2019-2020 assistan
Motahari es ayudante de Yahya Golmohammadi en Perspolis F.C.

## Estadística de carrera
| Club              | Temporada | División         | PJ | Goles |
| ----------------- | --------- | ---------------- | -- | ----- |
| Vahdat F.C.       | 1990-1992 | Segunda División |    |       |
| Sepahan           | 1993-1996 | Azadegan Leagu   |    | 2     |
| Fath Teherán F.C. | 1995-1997 | Azadegan Leagu   |    |       |
| Keshavarz F.C     | 1996-1997 | Azadegan Leagu   |    | 1     |
| Perspolis F.C     | 1997-1999 | Azadegan Liga    |    | 2     |

- Club
- Vahdat F.C. 1990-1992
- Sepahan Azadegan Liga 1993-1996
- Fath Teherán F.C. Azadegan Liga 1995-1997
- Keshavarz F.C. Azadegan Liga 1996-1997
- Perspolis F.C. Azadegan Liga 1997-1999
- Internacional

| Equipo nacional | Año       | PJ | Goles |
| --------------- | --------- | -- | ----- |
| Irán U-20       | 1991–1993 |    | 5     |
| Irán U-23       | 1993–1995 |    | 3     |

## Honores
Persepolis
- Golfo persa Pro Liga (2): 2019@–20, 2020–21
- Iraní Super Taza (1): 2020
- AFC Abandera subcampeón de Liga: 2020

## Vida personal
Hamid Motahari está casado y tiene una hija llamada Harir.